# Chiesa di San Gemine
La chiesa di San Gemine, detta anche chiesa di Santo Gemine e nota pure con il titolo di duomo, è la parrocchiale di San Gemini, in provincia di Terni e diocesi di Terni-Narni-Amelia; fa parte della forania Terni 4.

## Storia
Si ignora la data di fondazione della chiesa dedicata a san Gemine, ma probabilmente era già esistente nel XII secolo; inizialmente era legata all'adicente abbazia benedettina, attestata a partire dal Duecento.

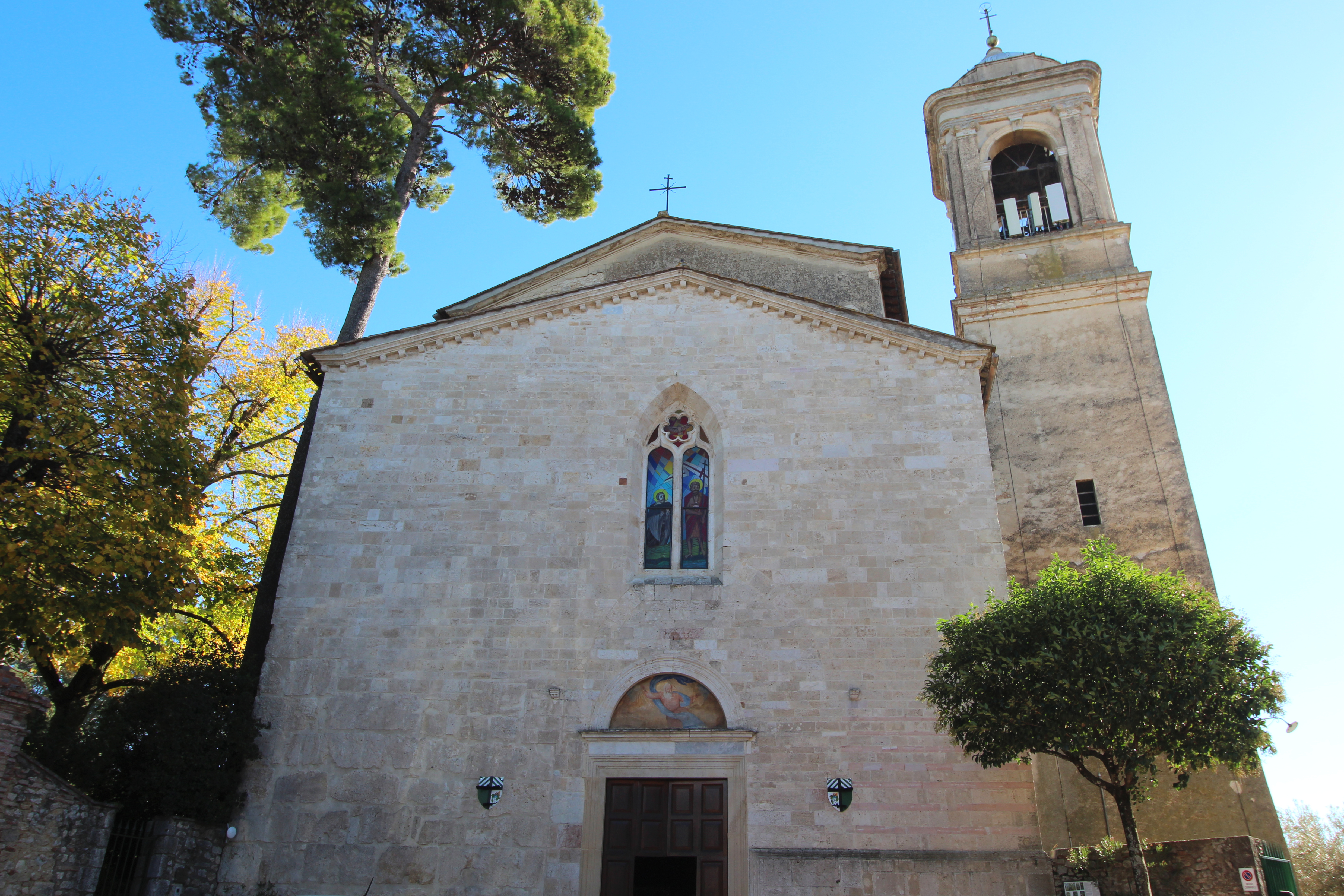
La chiesa e il campanile

Nel 1427, con decreto del vescovo di Narni Giacomo Bonriposi, questo luogo di culto divenne chiesa madre del paese, titolo precedentemente appartenente alla chiesa di San Giovanni Battista.
I resti del santo patrono, rinvenuti in una nicchia accanto alla sagrestia, nel 1775 vennero traslati sotto l'altare maggiore.
Tra il 1817 e il 1847 l'interno della parrocchiale fu interessato da un totale rifacimento secondo i canoni del neoclassicismo su progetto dell'architetto Matteo Livoni, che si avvalse anche dei consigli di Antonio Canova.
Nel 2000 la chiesa venne interessata dall'intervento di adeguamento liturgico secondo le norme postconciliari mediante l'aggiunta, nel presbiterio, dell'altare rivolto verso l'assemblea.

## Descrizione

### Esterno
La facciata a capanna in pietra della chiesa, rivolta a occidente, presenta centralmente il portale d'ingresso medievale, sormontato dall'architrave e da una lunetta con raffigurazione dell'Eterno benedicente, mentre sopra si apre una bifora in stile gotico; le due falde del tetto che copre il prospetto sono caratterizzate da una cornice dentellata.

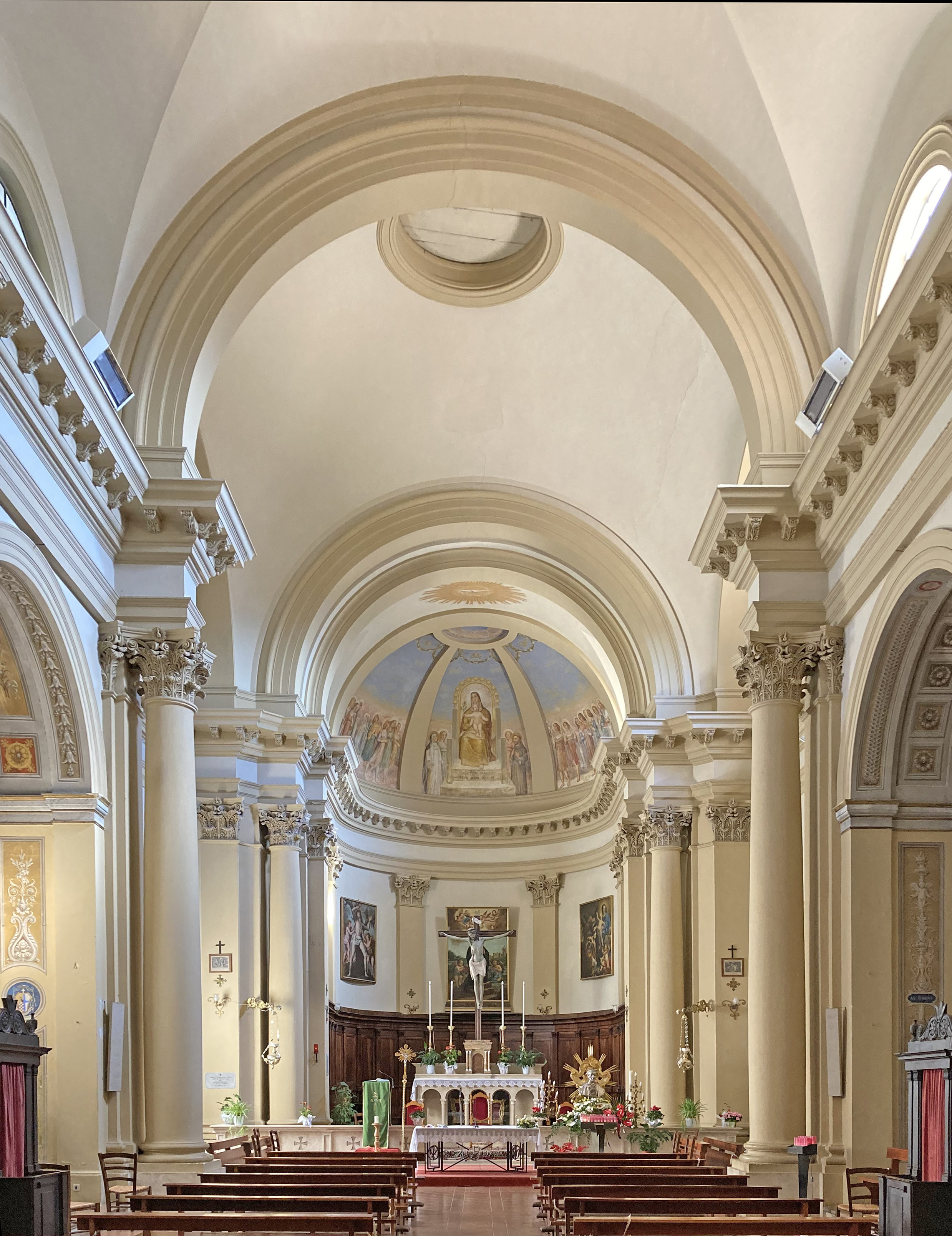
L'interno

Annesso alla parrocchiale è il campanile a base quadrata, la cui cella presenta su ogni lato una monofora a tutto sesto affiancata da paraste ioniche ed è coronata dalla cupola poggiante sul tamburo.

### Interno
L'interno dell'edificio si compone di un'unica ampia navata, sulla quale si affacciano i bracci del transetto e le sei cappelle laterali, introdotti da archi a tutto sesto, e le cui pareti sono scandite da paraste corinzie sorreggenti degli archi a tutto sesto sopra i quali corre la trabeazione aggettante e dentellata sorreggente la volta a botte; al termine dell'aula si sviluppa il presbiterio, rialzato di alcuni gradini e chiuso dall'abside di forma semicircolare.
Alle pareti laterali del corto transetto sono due tele settecentesche, mentre le opere di maggiore pregio sono conservate nel presbiterio: sull'altare maggiore è un Crocifisso ligneo risalente al XIV secolo, mentre nella parete dell'abside si trovano, da sinistra, una tela raffigurante San Giacomo Maggiore, datata 1612 e siglata IBM forse da sciogliersi nel nome di Giovan Battista Manna, un'altra con San Sebastiano curato dagli angeli assegnabile a Giovanni Baglione forse di committenza Orsini ma di provenienza ignota, la pala raffigurante San Gemine, un'altra tela con la Madonna col Bambino, due Angeli e un Santo vescovo (Agostino?), opera di Biagio Puccini della fine del XVII secolo ed un'ultima secentesca, di autore ignoto, raffigurante San Matteo Evangelista e l'Angelo.